# Fotoukład

Fragment błony tylakoidu

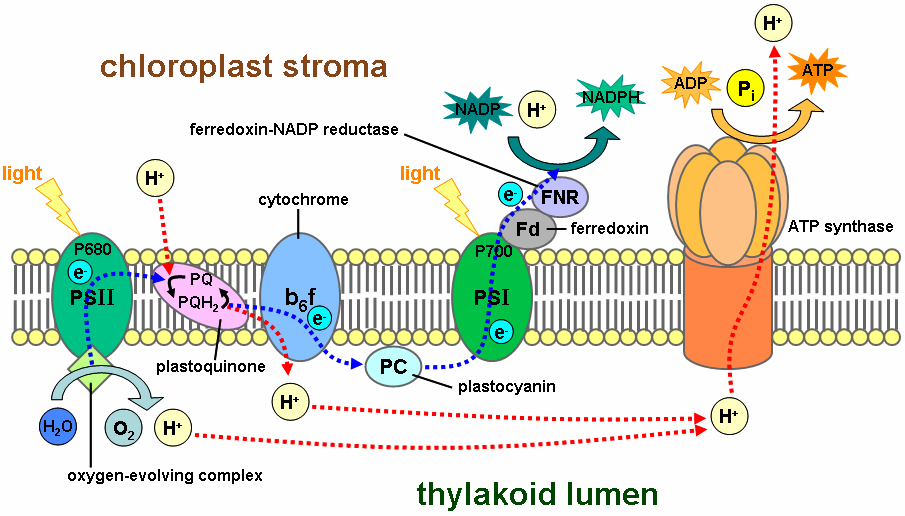
Schemat fotoukładu I i II

Fotoukład, Fotosystem – kompleks barwnikowo-lipidowo-białkowy absorbujący światło. Fotoukład tworzą centrum reakcji fotoukładu oraz towarzyszące mu układy antenowe absorbujące światło (fotony) i przekazujące energię do centrum reakcji. W centrum reakcji z dimera chlorofilu a wybijany jest elektron i przekazywany na kolejne przenośniki elektronów.
W błonach tylakoidów można wyróżnić dwa rodzaje fotoukładów:
- fotoukład I składający się z centrum reakcji PS I oraz układu antenowego określanego jako LHC I. W centrum reakcji znajduje się para cząsteczek chlorofilu a. PS I działa z maksymalną wydajnością przy długości fali 700 nm stąd stosowane oznaczenie – P 700. Fotoukład PS I występuje głównie w lamelach – tylakoidach stromy. Charakterystyczne dla fotoukładu I są układy antenowe określane nazwą – LHC I (ang. Light Harvesting Complex), w których stosunek chlorofilu a do chlorofilu b wynosi: a:b=4:1.
- fotoukład II składający się z centrum reakcji PS II oraz układu antenowego określanego jako LHC II. W centrum reakcji znajduje się para cząsteczek chlorofilu a. PS II działa z maksymalną wydajnością przy długości fali 680 nm stąd stosowane oznaczenie – P 680. Fotoukład PS II występuje głównie w tylakoidach gran. Charakterystyczne dla fotoukładu II są układy antenowe określane nazwą – LHC II, w których stosunek chlorofilu a do chlorofilu b wynosi: a:b = 1:1.